# The Hop La !
Ne doit pas être confondu avec Hop-là ! ou Hop'la.
The Hop La ! est un groupe de punk rock français, originaire de Montpellier, dans l'Hérault. Le groupe compte un total de trois albums studio, et plus de 200 concerts.

## Biographie
Formé en 2004 sur les cendres des Sheriff, un groupe punk rock français de la fin des années 1980, dont deux des ex-membres sont actuellement intégrés au quatuor (Manu au chant-guitare-compositions, et Olivier aux textes), The Hop La ! parcourt la France depuis le début de l'année 2005 aux côtés de groupes tels que The Dickies, The Exploited, Parabellum, La Souris Déglinguée, Burning Heads, et No One Is Innocent. Leur champ d'action s'élargit en 2007 et 2010 avec des tournées au Canada, et un passage aux FrancoFolies de Montréal.
Leur premier album studio, Rigolus, enregistré au Southern Studios à Londres par le producteur Harvey Birrell, est publié en 2006 sur les labels New Rose/Last Call et Wagram Music. Leur deuxième album studio, Sans danger, est publié à la fin 2008 sur le label Kicking Records. Le groupe sort en 2012, son troisième album, Le Coup du lapin, sur le même label que le précédent opus.

## Style musical
Bien que The Hop La ! soit un groupe francophone, leur répertoire est largement inspiré par la vague punk rock anglaise et américaine de la fin des années 1970. Ils joueront d’ailleurs sur scène quelques reprises de The Damned, Ramones, et autres The Dickies. Leur musique est donc essentiellement constituée de deux guitares au son saturé, d’une base rythmique (basse et batterie) énergique aux tempos soutenus, et de lignes vocales mélodiques appuyées par de nombreux chœurs.

## Membres
- Manu - chant, guitare
- Tristan - guitare, chœurs
- J-P Le Doc - basse, chœurs
- Richard - batterie, chœurs

## Discographie
- 2006 : Rigolus
- 2007 : Hey docteur (45 tours)
- 2007 : Génération $heriff (compilation hommage aux $heriff, avec un titre $ inédit par THL! : On veut du rire)
- 2008 : Sans danger
- 2010 : La France dort ? (double compilation, avec un titre inédit de THL! : Dans tes yeux)
- 2012 : Le Coup du lapin